# Fähre Altreu–Leuzigen

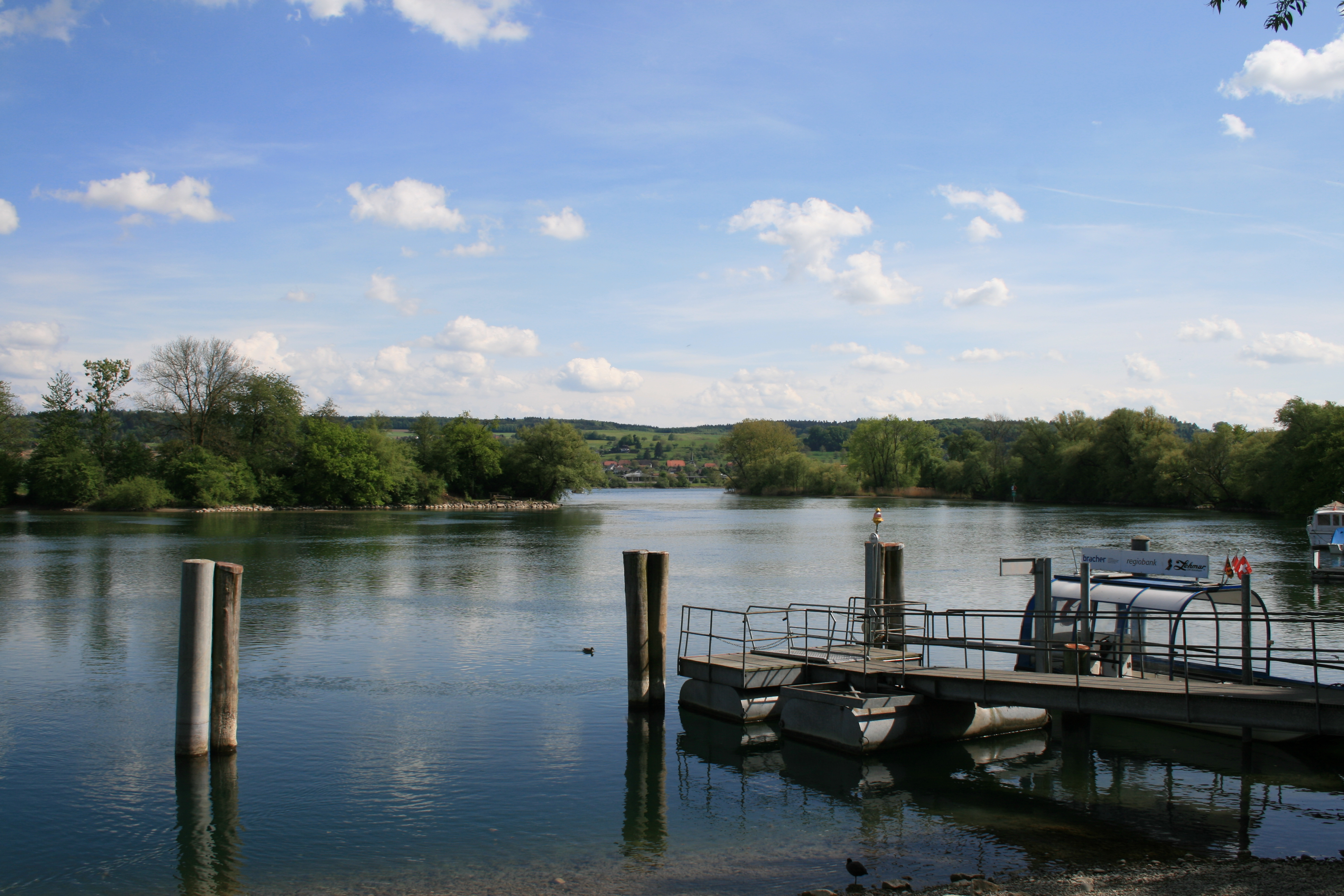
Anlegesteg in Altreu mit der früheren, 2019 ersetzten Fähre (Foto 2009)

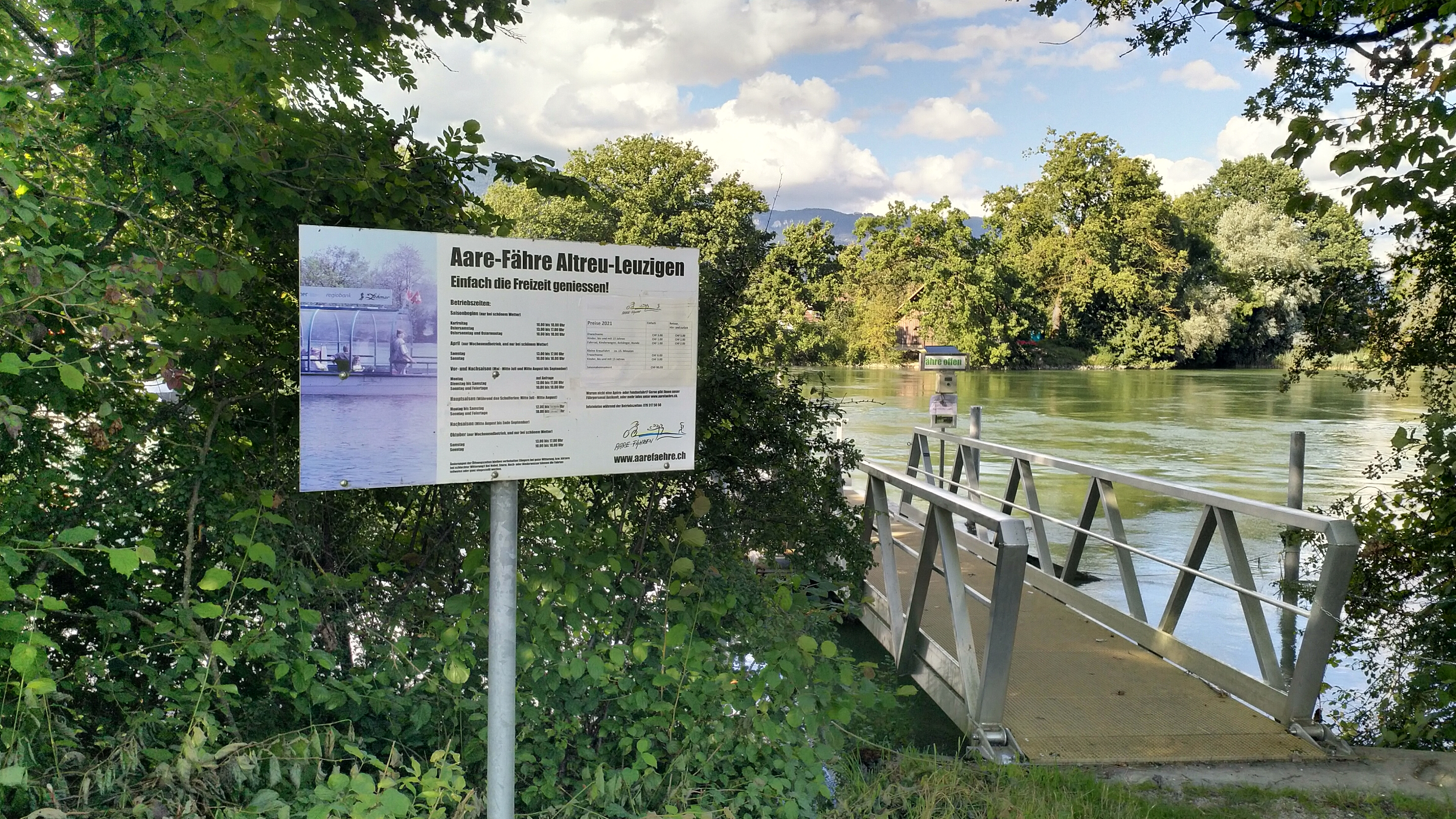
Anlegesteg in Leuzigen (Foto 2021)

Die Fähre Altreu–Leuzigen ist eine Personenfähre über die Aare in der Schweiz, die auch Fahrräder transportiert. Sie führt von Altreu in der Gemeinde Selzach, Kanton Solothurn, am Nordufer der Aare, nach Leuzigen im Kanton Bern.

## Geschichte
Beim heutigen Altreu soll bereits in römischer Zeit eine Fähre bestanden haben. Um 1260 errichteten die Grafen von Neuenburg-Strassberg zusammen mit dem Städtchen Altreu wohl auch eine hölzerne Aarebrücke, die erstmals 1319 erwähnt wird. Diese Brücke wurde zusammen mit dem Städtchen 1375 von den Guglern zerstört und nicht wieder aufgebaut. Sie wurde durch eine 1583 erstmals erwähnte Fähre ersetzt, die danach während Jahrhunderten verkehrte. Nach dem Zweiten Weltkrieg wurde der Fährbetrieb aus finanziellen Gründen eingestellt. Erst seit 1998 verkehrt wieder eine Fähre zwischen Altreu und Leuzigen. Ein Förderverein erhält den Betrieb mit Beiträgen von Gönnern und Sponsoren aufrecht. Die Fähre wurde 2019 durch einen Neubau ersetzt. Sie verkehrt jeweils von Frühling bis Herbst.

## Fähre
Die neue Fähre mit dem Namen AareGondeli ist ein Motorkatamaran, der von der LundiYachts GmbH in Rostock als Typ MyCAT 650 gebaut wurde. Sie bietet Platz für 12 Personen mit Fahrrädern oder Kinderwagen und wird mit einem Benzinmotor mit 40 PS angetrieben. Für den Fahrradtransport ist die aus Aluminium konstruierte Fähre mit einer hydraulischen Bugklappe ausgestattet.

## Galerie
- Die Fähre von Leuzigen aus gesehen (Video, 2021)

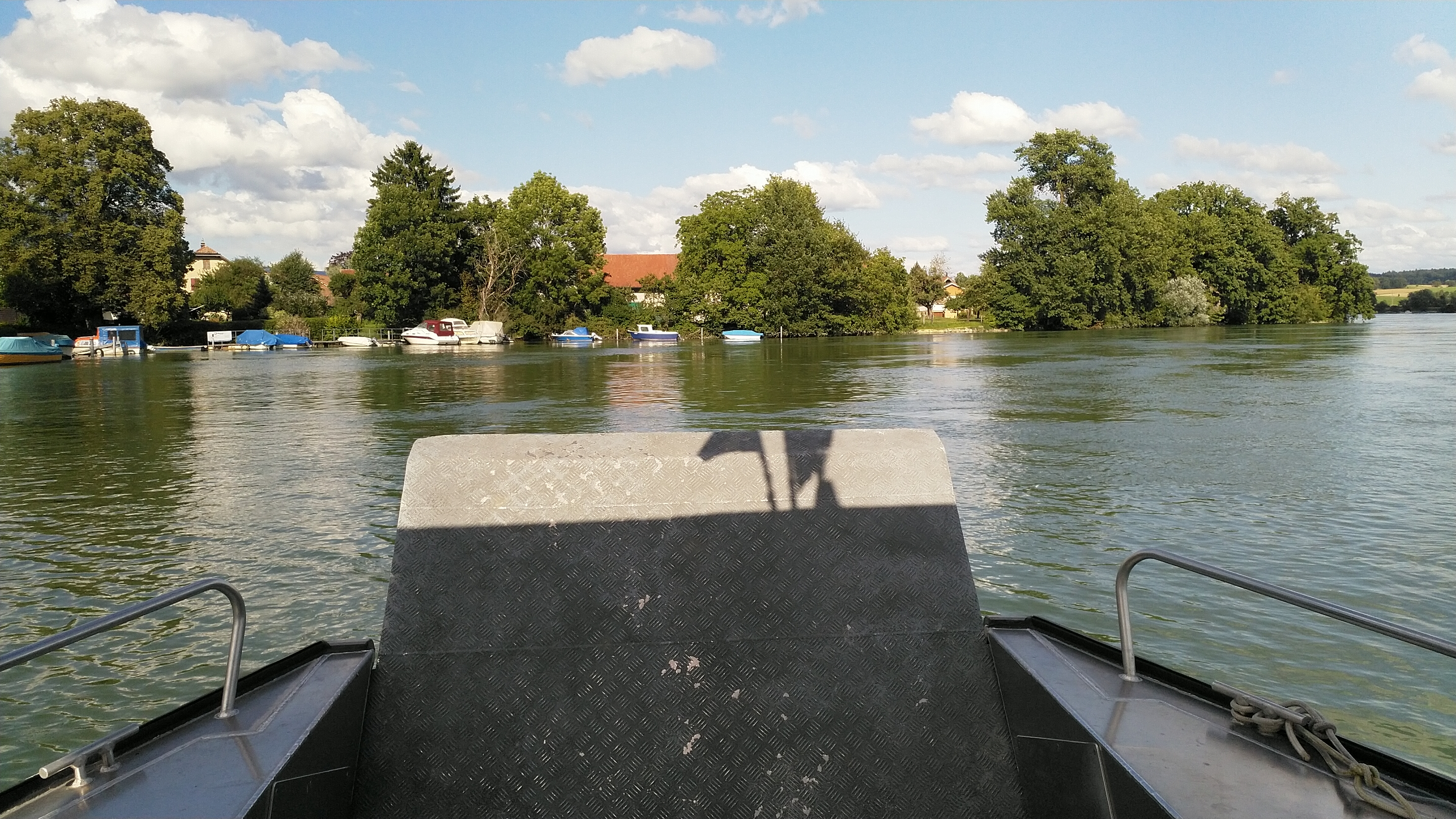
Bugklappe der Fähre, Blick auf Altreu
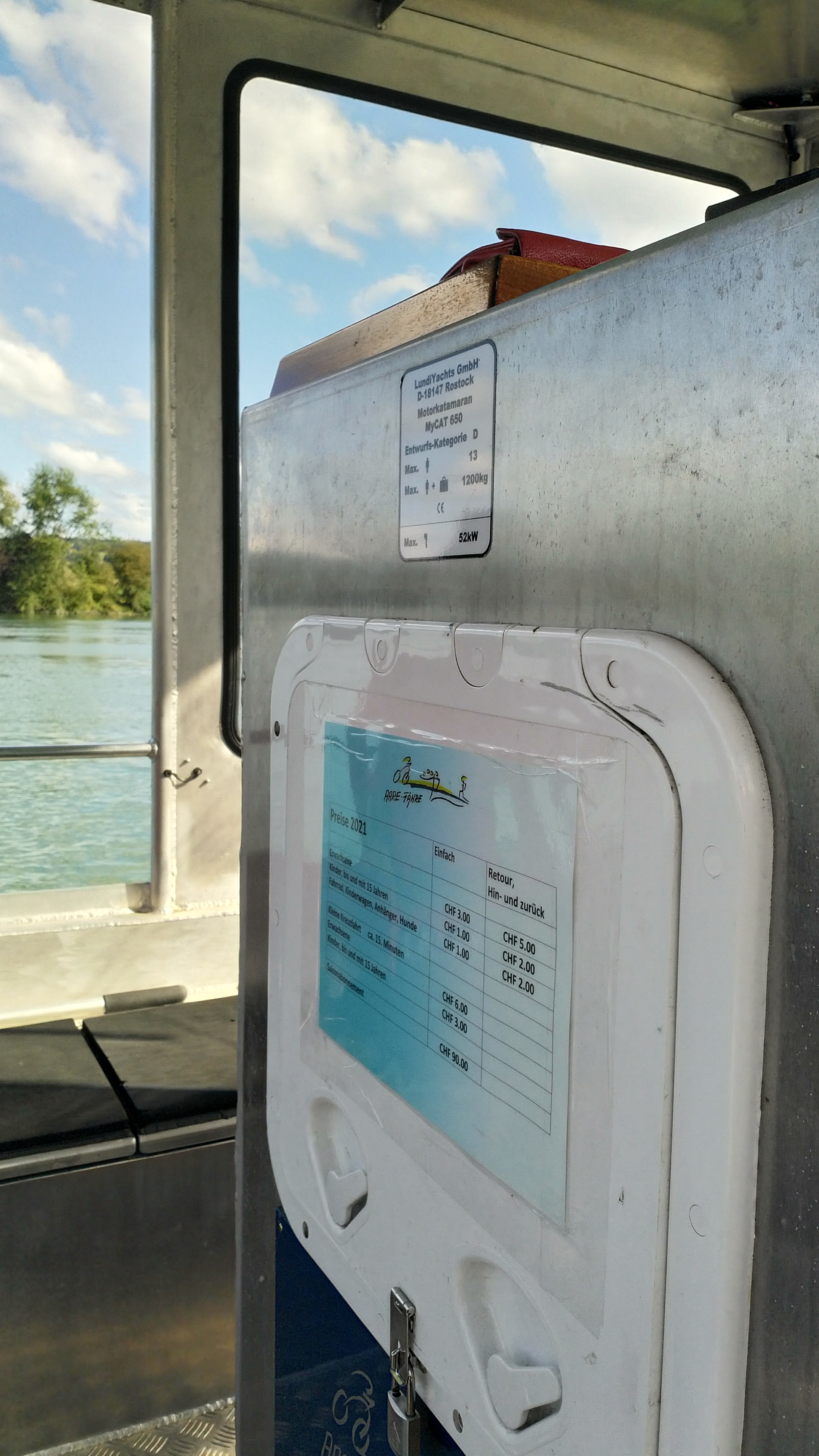
Steuerstand mit Typenschild